# Tamphana orion
Tamphana orion is een vlinder uit de familie van de Apatelodidae (Bombycidae). De wetenschappelijke naam van de soort is, als Parathyris orion, voor het eerst geldig gepubliceerd in 1916 door Paul Dognin.